# Di Xin
Di Xin (chinois : 帝辛 ; EFEO : Ti Sin ; nom posthume), encore appelé Zhou Wang (紂王 / 纣王, Tcheou Wang), Zhou Xin (紂辛 / 纣辛, Tcheou Sin) ou roi Zhou des Shang (商紂王 / 商纣王, Chang Tcheou Wang ou « roi Tcheou des Chang »), est le dernier roi de la dynastie chinoise Shang, successeur de son père Di Yi (帝乙, Ti Yi). Il aurait eu pour nom de famille Zi (子, Tseu) et pour nom personnel Shou (受, Cheou). Ses dates de règne sont approximativement 1154-1122 av. J.-C. selon l’historiographie traditionnelle, et 1086-1045 av. J.-C. selon une évaluation plus récente basée sur les inscriptions oraculaires.

## Le début de son règne
Au début de son règne, on disait de lui qu'il était très intelligent et était capable de gagner des joutes oratoires par sa force de persuasion. On vantait également sa force et son courage. Tant et si bien qu'il pouvait partir seul et sans armes à la chasse aux bêtes sauvages. Il s'avérerait que, après avoir conquis le territoire de Yousu (有蘇 / 有苏, Yeou-sou) et mené des politiques efficaces, il se serait épris de Daji (妲己, Ta-tsi) et il aurait changé à partir de ce moment-là.
Jeune, Di Xin aurait fait preuve de beaucoup de talent et de courage militaire, remportant une victoire sur les Dongyi, peuple rival de l’Est, à une période où, selon certains historiens, le contrôle du roi ne s’étendait pas au-delà d’une vingtaine de kilomètres autour de la capitale.

## Son union avec Daji et son règne despotique
Daji était réputée être une femme extrêmement belle, mais aussi cruelle. Il n'est donc pas difficile d'extrapoler et échafauder maintes théories sur le changement radical dans son comportement et les passe-temps, devenus plus que douteux, soumis par une éminence grise (Daji) qui le manipulait dans l'ombre. La passion que lui inspirait Daji le poussa à se détourner des affaires de l'État. Aussi, pour financer une grande partie de ses extravagantes orgies, dut-on à plusieurs reprises hausser les impôts et les taxes, ce qui eut pour conséquence directe la faillite économique du peuple. Donc, le niveau de vie des habitants du pays en souffrait, tandis que le niveau de vie à la cour restait très haut.
Un jour, son oncle Bi Gan alla le voir pour lui faire des remontrances, voulant le remettre sur le droit chemin. Son comportement avait tellement changé qu'il ne reconnut plus son neveu. Di Xin aussi n'accepta pas qu'on le conteste, et voulut voir de quoi avait l'air le cœur d'un sage. Il fit ouvrir la poitrine de son oncle et lui prit son cœur.

## Di Xin et la torture
Sa réputation est celle d'un souverain d'une tyrannie effroyable, aimant faire souffrir les gens et inventant nombre de nouvelles formes de torture, s'adonnant à la débauche.
L'une des tortures inventées durant son règne pour l'amusement du couple royal était le paoluo (炮烙, p'ao-loue), qui consistait à placer un grand cylindre de bronze chauffé à l'extrême et recouvert d'huile au sommet d'un monticule de braises ardentes. Comme le cylindre était chaud, le supplicié devait bouger les pieds pour éviter d'être brûlé. À cause de l'huile et du mouvement du cylindre, le supplicié ne pouvait pas garder son équilibre et devait carrément danser de douleur plutôt que de tomber dans les braises ardentes. Mais il finissait toujours dans les braises ardentes et brûlait jusqu'à ce que mort s'ensuive, non sans avoir agonisé et crié horriblement pendant un très long moment.
Selon la tradition, cette torture faisait particulièrement rire le couple royal.

## La fin de Di Xin et la dynastie Shang
À la fin de son règne son pouvoir déclinait. Son armée était partie dans l'est pour guerroyer et Wu Wang des Zhou, alors vassal des Shang, décida d'attaquer la capitale Yin. Di Xin perdit la bataille de Muye, en grande partie à cause de la trahison d'une majeure partie de son armée. Les 170 000 esclaves équipés pour le défendre changèrent tous de camp. Il s'enfuit jusqu'à son palais, s'entoura de toutes ses richesses et s'immola par le feu.

## Parenté
Les historiens chinois de l’Antiquité ont retenu le nom de deux de ses frères aînés, nés d’une concubine, Wei Zi (微子, Wei Tseu) et Wei Zhong (微仲, Wei Tchong), de deux fils, Wu Geng (武庚, Wou Keng) et Lu Fu (祿父 / 禄父, Lou Fou), et de deux oncles paternels, Bi Gan (比干, Pi Kan) et Ji Zi (箕子, Tsi Tseu). Après la victoire des Zhou, Wei Zi serait devenu leur féal et se serait vu confier le contrôle du territoire Shang, qui deviendra l’État de Song. Une légende coréenne fait de Ji Zi le fondateur du royaume de Gija Joseon.

## Remise en question de l'historiographie traditionnelle
La fin de son règne est traditionnellement considérée comme une période de décadence morale extrême. Néanmoins, beaucoup d’universitaires modernes comme Gu Jiegang, historien et philologue, soupçonnent que son personnage ait été noirci progressivement pour conformer rétrospectivement les faits historiques au concept de mandat du Ciel, selon lequel un changement dynastique est toujours justifié par la décadence morale de la dynastie renversée. En effet, au fur et à mesure qu’on remonte dans le temps à partir de la dynastie Qin, les commentaires sur Di Xin deviennent de moins en moins désobligeants, et de plus en plus élogieux, complimentant son intelligence et sa bravoure. Commentant le récit de la fin des Shang, Zi Gong (子貢), disciple de Confucius, exprime aussi l'opinion qu’on avait prêtée à Di Xin, souverain déchu, outre les siennes propres, toutes les turpitudes du royaume.

## Dans la littérature
La fin de son règne constitue la toile de fond de L'Investiture des dieux, roman historico-fantastique de la dynastie Ming dont Di Xin et ses contemporains sont les héros.